# Calçoene
Calçoene – miasto w Brazylii, w stanie Amapá. W 2010 roku liczyło 5637 mieszkańców.